# Kalasatama
Kalasatama (Visserijhaven Zweeds: Fiskhamnen) is een station van de metro van Helsinki.
Het station, dat geopend is op 1 januari 2007, ligt in een gebied waar nu kantoren staan. In de nabije toekomst zullen in de omgeving veel woningen gebouwd worden. Het ligt 1,1 kilometer oostelijk van het metrostation Sörnäinen. Het volgende station op de lijn richting de oostelijke voorsteden is Kulosaari dat 1,8 kilometer verder ligt.
Kivenlahti · 
Espoonlahti · 
Soukka · 
Kaitaa · 
Finnoo · 
Matinkylä ·
Niittykumpu ·
Urheilupuisto ·
Tapiola ·
Aalto-yliopisto ·
Keilaniemi ·
Koivusaari ·
Lauttasaari ·
Ruoholahti ·
Kamppi ·
Rautatientori ·
Helsingin yliopisto ·
Hakaniemi ·
Sörnäinen ·
Kalasatama ·
Kulosaari ·
Herttoniemi ·
Siilitie · 
Itäkeskus
Noordelijke tak:
Myllypuro ·
Kontula ·
Mellunmäki
Oostelijke tak:
Puotila ·
Rastila ·
Vuosaari